# Marila, Caraș-Severin
Marila (în germană Marillathal, în maghiară Marillavölgy) este o localitate componentă a orașului Oravița din județul Caraș-Severin, Banat, România.